# 381260 Ouellette
381260 Ouellette este o planetă minoră (asteroid) din centura de asteroizi. A fost descoperită pe 11 octombrie 2007 la Mauna Kea de David D. Balam. 
Obiectul prezintă o orbită caracterizată de o semiaxă mare de 3,0141754241989 UAi, o excentricitate de 0,14, o înclinație de 11,4 ° în raport cu ecliptica.